# Marthe Robert
Marthe Robert (París, 25 de marzo de 1914 - Ib., 12 de abril de 1996) fue una crítica literaria francesa y una germanista reconocida por sus escritos sobre Kafka. 

## Trayectoria
Marthe Robert decidió aprender alemán porque su padre, que había combatido en la Primera Guerra, se hizo un militante pacifista. Hizo su licenciatura correspondiente en París, en la Sorbona, y concluida esa etapa universitaria, marchó a  Fráncfort del Meno, en la Universidad de Goethe, para completar sus estudios de germanística. Fue a partir de entonces una gran traductora por gusto personal, aunque también una periodista y una lectora sutil e influyente.
Se considera que Robert fue una traductora central de Kafka, pues empezó a trabajar sobre sus textos cuando no era bien conocido aún. Y no sólo vertió alguna obra literaria (de acuerdo con Max Brod) sino también documentos decisivos de la vida kafkiana, como su Diario, la Correspondencia, 1902-1924, o las famosas Cartas a Felice. Se convirtió en una analista fundamental del autor checo-alemán, al que dedicaría seis ensayos de gran densidad y penetración. 
Pero además hizo una lectura a la vez personal  de la literatura (Roman des origines et Origines du roman, 1972), no exactamente psicoanalítica, pues prefirió siempre referirse a la "novela familiar" del autor elegido en cada caso. Publicó agudos escritos sobre Freud, (De Edipo a Moisés), y desde luego tradujo a otros clásicos alemanes, como Goethe, Lichtenberg, los hermanos Jacob y Wilhelm Grimm, Georg Büchner y Robert Walser, así como a Nietzsche, o al propio Freud.
Fue una persona más bien replegada con respecto al público. Mantuvo amistad con Roger Gilbert-Lecomte, Arthur Adamov y Antonin Artaud, tras ser liberado éste. Creó la revista L'Heure nouvelle, en la que publicó sus primeras traducciones de Kafka; y en ella apoyó, con su marido, la liberación de Artaud, que estaba recluido en un manicomio, obteniendo el apoyo de los mejores intelectuales de entonces.
Además escribió una serie de tres libros más personales, hechos con notas de lectura mezcladas con reflexiones sobre la cultura y la sociedad. Son libros que no pretenden dar normas sino abrir el texto a su propio modo de decir, con independencia de lo que el autor interprete qué ha dicho. Nunca intentó integrar su interpretación en una gran teoría.
Recibió el Premio de la crítica literaria francesa de 1981. Además, fue la primera persona no-judía que recibió el premio de la "Fondation du judaisme français", en 1987. Pese a su obra abundante y a su valía, durante unos años, tras la fecha de su muerte, 1996, se había olvidado un punto su enorme contribución a la comprensión de ciertos autores alemanes o al ejercicio de una lectura crítica en general. Pero ya ha empezado a recuperarse su memoria.

## Obras
- Introduction a la lecture de Kafka, 1946.
- Franz Kafka, Paidós, 1969.
- Sur le papier, 1967. Trad. Acerca de Kafka, acerca de Freud, Anagrama, 1970.
- La révolution psychanalitique, 1964, elaborado tras dirigir un programa de radio sobre Freud.
- Roman des origines et origines du roman, 1972. Trad. Novela de los orígenes y orígenes de la novela, Taurus, 1973.
- L’Ancien et le nouveau, 1963. Trad. Lo antiguo y lo nuevo: de Don Quijote a Kafka, Trifaldi, 2006.
- Freud y la conciencia judía, Península, 1976, or. 1974.
- Livre de lectures, 1977, notas de lectura y reflexiones.
- Franz Kafka o la soledad, FCE, 1994, or. 1979
- Un homme inexprimable. Essai sur H. Kleist, 1981.
- La vérité littéraire, 1981, reflexiones de lectura.
- En haine du roman, 1982, ensayo sobre Flaubert
- La tyrannie de l'imprimé, 1984, libro de notas de lectura.
- Le puits de Babel, 1987, notas de lectura
- Traversée littéraire, 1994, recopilación final de ensayos sueltos desde 1960.